# Антохин, Анатолий Георгиевич
Анатолий Георгиевич Антохин (англ. Anatoly G. Antohin; 1 марта 1949, Москва — 28 июля 2011, Аддис-Абеба) — российский и американский драматург и театральный режиссёр.
Окончил Всесоюзный государственный институт кинематографии (1975), автор сценария дипломного фильма Раймо Ниеми «Возвращение» (по Ф. Тугласу). Некоторое время учился также в Литературном институте у Алексея Симукова и Инны Вишневской:
Мы с Вишневской его называли между собой «бомбистом». Такая внешность у него была — худой, как бы источенный туберкулёзом (в тюрьмах!), блондин, с бородкой неопределённой формы.
В 1975—1976 гг. работал в литературной части Театра Советской Армии. Автор пьес «Материально ответственный» (журнал «Театр», 1976, № 1), «Вечная мерзлота», «Умники», «Требуется Ракитин», «Рождение власти», ставившихся в СССР и в ГДР.
В 1980 г. во время туристической поездки в Италию отказался возвращаться в СССР и вместо этого отправился в США. Преподавал в Коннектикутском и Нью-Йоркском университетах, в 1989—2009 гг. профессор Аляскинского университета в Фэрбенксе. Осуществил множество постановок в университетском театре, в том числе «Ревизор» Н. Гоголя, «Три сестры» А. Чехова, «Опасные связи» Ш. де Лакло; наиболее значительным достижением Антохина считается спектакль «Калигари: Аляска» (по фильму «Кабинет доктора Калигари»).
В 1984 г. женился на Эстер Селассие (англ. Esther Sellassie Antohin), правнучке императора Эфиопии Хайле Селассие. В 2009 г., выйдя на пенсию, переехал с женой в Аддис-Абебу, где основал первый в городе англоязычный театр LUL.